# Колатаг
Колатаг або Колатак (азерб. Kolatağ; вірм. Քոլատակ) — село у Кельбаджарському районі Азербайджану. Село розташоване південніше річки Хаченагет за 35 км на північний захід від Ханкенді, за 50 км на південний захід від Мартакерта та за 5 км на південний захід від траси «Північ-Південь».

## Історія
З 1921 та до 1991 року село перебувало у складі Нагірно-Карабаської автономної області АзРСР. Після її розпуску Азербайджаном та по завершенню першої війни за Карабах опинилося під управлінням так званої Нагірно-Карабаської Республіки.
У 2023 році, внаслідок поновлення воєнних дій у краї, було зайняте Азербайджаном.

## Населення
До 2023 року більшість населення становили особи вірменської національності. Станом на 2005 рік, населення села складало 273 осіб. У 2015 населення становило 250 осіб.
У 2023 році, по завершенню Карабаської війни місія ООН встановила, що усе населення села вийхало до Вірменії, побоюючись етнічних чисток з боку азербайджанського уряду.

## Інфраструктура
У 2015 році у селі працювала середня школа та невелика лікарня. Діяла сільська рада.

## Пам'ятки
У селі та його околицях збереглося багато історичних памʼяток:
- Акобаванк (вірм. Հակոբավանք), також відомий як монастир Святого Якова або Мецаранський монастир (вірм. Մեծառանից վանք) VII-XVIII ст.
- Бердакар (вірм. Բերդաքար) — твердиня, споруджена за Середніх віків
- Ісаранцоц (вірм. Իսարանցոց) — твердиня, споруджена приблизно у XII-XIII ст.
- Качагакаберд (вірм. Կաչաղակաբերդ) — головна твердиня (сгнах) Хаченського князівства XIII ст.
- Кошік Анапат (вірм. Կոշիկ Անապատ) — церква XVII-XVIII ст.
- Мандур (вірм. Մանդուռի եկեղեցի) — церква XVII ст.
- румовища сіл Алан Веран (вірм. Ալան Վերան) і Хндзан (вірм. Հնձան) XVI-XVIII ст.
- хачкари IX-XIII ст.
- 2 церкви XII-XIII ст.
- цвинтар XII-XIII ст.
- цвинтар XVI-XVIII ст.
- церковні печери XII ст.
- олійня XIX ст.